# نامه‌هایی به ژولیت
نامه‌هایی به ژولیت (به انگلیسی: Letters to Juliet) نام یک فیلم رمانتیک آمریکایی محصول ۲۰۱۰ سال به کارگردانی گری وینیک است.

## داستان
سوفی (آماندا سایفرد) با نامزدش به ایتالیا می آید اما طی اتفاقاتی با زنی به نام کلیر (ونسا ردگریو) آشنا می‌شود که پنجاه سال قبل نامزدش را از دست داده است. سفر برای پیدا کردن عشق قدیمی کلیر، باعث می‌شود سوفی به درک تازه ای از عشق برسد.

## بازیگران
- ونسا ردگریو
- آماندا سایفرد
- لیدیا بیوندی
- رمو رموتی
- ساندرو دُری
- لوئیزا دِ سانتیس
- سیلوانا بوزی
- سوزانا کاپورسو